# Dicranomyia pitoa
Dicranomyia pitoa är en tvåvingeart som först beskrevs av Günther Theischinger 1994.  Dicranomyia pitoa ingår i släktet Dicranomyia och familjen småharkrankar. Inga underarter finns listade i Catalogue of Life.